# Benito de Nursia
Benito de Nursia (Nursia, Umbría, 480 - Montecasino, Lacio, 21 de marzo de 547) fue un monje cristiano, considerado el iniciador de la vida monástica en Occidente y venerado como santo por la Iglesia católica, la Iglesia ortodoxa y la Iglesia luterana. Fundó la orden de los benedictinos cuyo fin era establecer monasterios basados en la autarquía, es decir, autosuficientes; comúnmente estaban organizados en torno a la iglesia de planta basilical y el claustro. 
Es considerado patrón de Europa y patriarca del monacato occidental. Benito escribió una regla para sus monjes, conocida luego como la «Santa Regla», que fue inspiración para muchas de las otras comunidades religiosas. En su honor se creó el sacramental, de la Medalla de San Benito.

## Biografía
Según una tradición aceptada por Beda, Benito era hijo de un noble de la ciudad romana de Nursia, la moderna Norcia, en Umbría. Su padre era Eutropio, y su abuelo Justiniano Probo, cónsul y capitán general de los romanos en la región de Norcia, de la familia de los Anicia. 
Su madre se llamaba Abundancia Claudia y era de la familia de los Reguardati de Norcia. Según la misma tradición, tuvo una hermana melliza, Escolástica. 
Si el año 480 es aceptado como el año de su nacimiento, el año en que abandonó sus estudios y abandonó el hogar sería el año 500. El relato de San Gregorio hace que sea imposible suponer que tuviera menos de 20 años en ese momento. Tenía la edad suficiente para estar en medio de sus estudios literarios, para comprender el verdadero significado y el valor de la vida disoluta y licenciosa de sus compañeros, y de haber sido profundamente afectado por el amor de una mujer. Estaba al comienzo de la vida, y tenía a su disposición los medios para una carrera como noble romano; claramente no era un niño sino un adolescente.
Benito fue enviado a Roma con 12 años para estudiar junto a su hermana, pero se sintió decepcionado con la vida que encontró allí. No parece haber salido de Roma con el propósito de convertirse en ermitaño, sino solo para encontrar un lugar alejado  de la vida de la gran ciudad. 
Con 17 años se llevó con él a su vieja cuidadora Cirila como sirvienta y se establecieron para vivir en el valle del Aniene, que se encuentra en las montañas Simbruini, a unas cuarenta millas de Roma y dos de Subiaco. Fue en el valle del Aniene donde hizo su primer milagro, al reparar el tamiz roto de su cuidadora. Más tarde, Benito se trasladó al valle de Subiaco, cerca de los antiguos restos de una villa neroniana, donde el agua del río Aniene alimenta tres lagos. La entrada del valle se encuentra cerca de Eufide. Es un valle estrecho y sombrío, que penetra en las montañas y conduce directamente a Subiaco. El camino continúa ascendiendo, y el lado del barranco, en el que corre, se vuelve más inclinado, hasta que se llega a una cueva por encima de la cual la montaña ahora se eleva casi perpendicularmente; mientras que a la derecha, cae en un rápido descenso hacia donde, en los días de San Benito, 500 pies (150 m) más abajo, se encuentra el lago. 
Allí conoció a Román (Romano en italiano), un monje de un monasterio cercano que estaba dirigido por un abad llamado Adeodato, que vestido como un monje le señaló una cueva austera del monte Taleo (actualmente en el Monasterio de Santo Speco), donde Benito vivió como un ermitaño durante tres años hasta la Pascua del año 500.  
La cueva tiene una gran abertura de forma triangular y tiene unos diez pies de profundidad. En su camino desde Enfide, Benito y Román discutieron sobre el propósito que lo había llevado hasta allí.  Gregorio nos cuenta poco de estos años, más adelante habla de Benito ya no como un joven (puer), sino como un hombre (vir) de Dios. Román, nos dice Gregorio, sirvió al santo en todo lo que pudo. El monje aparentemente lo visitaba con frecuencia, y en ciertos días le traía comida. 
Durante estos tres años de experiencia como ermitaño, tan solo roto por las comunicaciones ocasionales con el mundo exterior y por las visitas de Román, Benito maduró tanto de mente como de carácter, en conocimiento de sí mismo y de su prójimo, y al mismo tiempo se aseguró el respeto de los que le rodeaban; tanto que le llegó la noticia de la muerte del abad de un monasterio cercano (identificado por algunos con Vicovaro), por la comunidad que le vino a visitar y le rogó que se convirtiera en su abad. 
Benito como ermitaño no conocía la vida y la disciplina del monasterio y sabía que "sus modales eran diferentes a los suyos y, por tanto, que nunca estarían de acuerdo. Sin embargo, vencido con sus súplicas, dio su consentimiento" (ibid., 3). 
Hacia los años 525-529 d. C. el experimento fracasó y algunos monjes trataron de envenenarlo. La leyenda cuenta que primero intentaron envenenar su bebida al ofrecerle una copa de vino envenenado, Benito rezó una oración sobre la copa y la copa se hizo añicos.  
Otro de sus milagros fue cuando un cura de la zona llamado Florencio, movido por la envidia, decide envenenar su pan, cuando Benito rezó una oración sobre el pan envenenado entró un cuervo y se lo llevó.  Al fallarle su plan de envenenar a Benito, Florencio intentó un nuevo plan que consistía en mandar algunas prostitutas para seducir a los monjes.  Tras estos sucesos, antes del año 530 Benito decidió abandonar el lugar y volver a Subiaco a modo de evitar más tentaciones.  Desde entonces, sus milagros comienzan a ser más frecuentes y todo esto atrajo hacia él a muchas personas atraídas por sus santidad y carácter.  En Subiaco fue el lugar donde permaneció unos 30 años predicando "La Palabra del Señor".  
En el año 530 se dirigió hacia una colina entre Roma y Nápoles donde fundaría el Monasterio de Monte Cassino, construido sobre los restos de templos paganos y con oratorios en honor a San Juan Bautista (al que siempre consideró un modelo de práctica ascética) y a San Martín de Tours, iniciador en Galia (actual Francia) de la vida monástica, así aceptando cada vez a más discípulos, creando trece monasterios cerca de Subiaco y en cada uno de ellos había doce monjes con su propio abad y sobre todos ellos estaba él como guía espiritual.  
En su nuevo monasterio de Montecassino, Benito compuso su regla continuando con el ejemplo de otras reglas anteriores como las de San Juan Casiano o la de San Basilio, pero también escogió de escritos de San Pablo, San Cesario así de la Regula Magistri de autor desconocido y los adaptó como base para la Regla Benedictina.  
Siguió los preceptos de la buena disciplina, del respeto por la personalidad humana y de las habilidades individuales.  Tuvo la intención de fundar una escuela al servicio del Señor, pero que no fuera ni dura ni estricta.  La regla en la que se organiza con detalle la vida de los monjes, también introdujo el canto coral durante la celebración del oficio.   
Las dos piedras angulares de la vida comunitaria eran la estabilidad (obligación de residir de por vida en el mismo monasterio sin necesidad de ser monjes vagabundos) y la conversión de costumbres con un especial interés por la buena conducta moral, la piedad mutua y la obediencia al abad convirtiéndose en una familia ordenada con la oración y el trabajo, siendo ambos su lema: Ora et Labora.   
Cuentan que durante la invasión de Italia, Totila, rey de los godos, ordenó a un general que usara sus ropas reales y que viera si Benito le reconocía. Inmediatamente el santo detectó la suplantación y Totila vino a darle el debido respeto.

## Iconografía

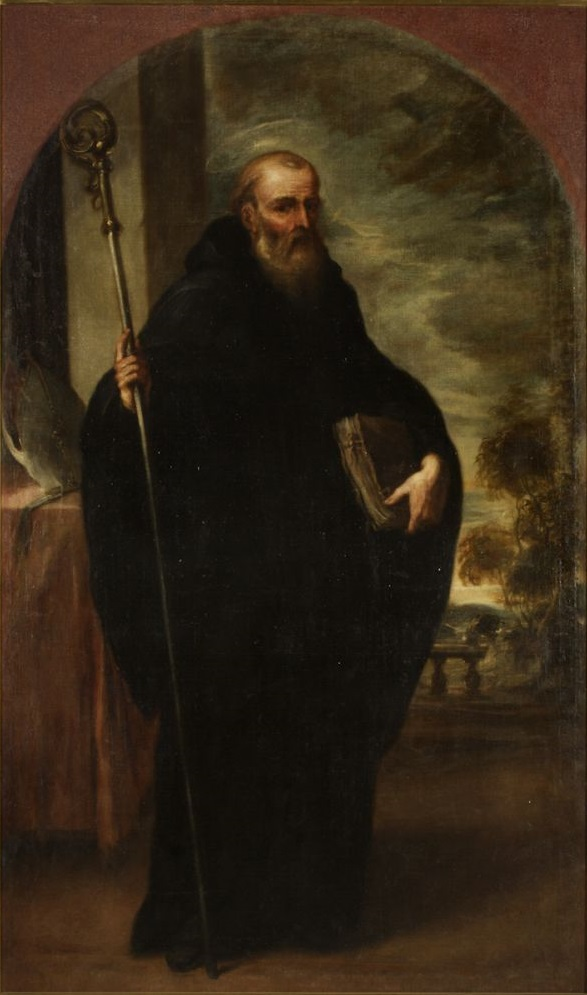
San Benito de Nursia, obra de Vicente Berdusán ubicada en el Real Monasterio de Santa María de Veruela. Este pintor barroco español representó a san Benito como un anciano vestido con hábito negro y con sus atributos iconográficos más frecuentes: el báculo en su mano derecha y el libro de la Regula en su mano izquierda.

A Benito se le representa habitualmente con el libro de la Regla, una copa rota, y un cuervo con un trozo de pan en el pico, en memoria del pan envenenado que recibió Benito de un sacerdote de la región de Subiaco que le envidiaba. Gregorio Magno cuenta que, por orden de Benito, el cuervo se llevó el pan a donde no pudiera ser encontrado por nadie.

## Devoción
Fue proclamado patrono de toda Europa por Pablo VI en 1964, título que más tarde compartió con san Cirilio y san Metodio, santa Catalina de Siena, santa Brígida de Suecia y santa Teresa Benedicta de la Cruz.
Es patrono de los ingenieros, arquitectos y espeleólogos. Es además un símbolo indiscutido del monaquismo occidental.

Benito se convirtió en el símbolo mismo del monaquismo latino y occidental, y a él y a su Regula se remitieron las distintas formas de neomonaquismo que han tratado de reformar y renovar la tradición benedictina (vallombrosanos, cistercienses, cartujos, camaldulenses, silvestrinos, trapenses, olivetanos y otros [...]
C. Leonardi

Las reliquias de Benito se conservan en la cripta de la abadía de Fleury (en francés, Abbaye de Saint-Benoît-sur-Loire), cercana a Orleans y de Germigny-des-Prés, donde se encuentra una iglesia carolingia, en el centro de Francia. También se encuentra un hueso del cráneo de San Benito en Monreal del Llano en Cuenca (España).
Se creó un galardón con su nombre, que fue recibido por el entonces cardenal Joseph Ratzinger (conocido posteriormente como Benedicto XVI) el 1 de abril de 2005.
Por su parte, su nombre figura en el Calendario de Santos Luterano.
En las Islas Canarias (España) cada año se celebra la Romería de Regional San Benito Abad, el segundo domingo de julio en la ciudad de San Cristóbal de La Laguna (Tenerife). Declarada de Interés Turístico Nacional, es la romería más representativa de Canarias, en la que participan grupos venidos desde todos los rincones del archipiélago quienes le rinden culto con devotas oraciones. Además, es la única romería de Canarias en ostentar el título de "Regional" (es decir, de toda la región canaria). Se la considera también entre las romerías más importantes de España. San Benito es el histórico patrono de los campesinos y agricultores de la isla de Tenerife.
También es santo patrón y protector del Cerro de Andevalo (Andalucía, España), donde se celebra el primer fin de semana de mayo una romería llena de alegría, color, joyas y bailes tradicionales en su honor. Desde hace 427 años (2021) y haciendo un recorrido de 24 km. Muchos de los devotos a pie o a caballo. Otros en carrozas arreadas por mulos engalanados con cascabeles y ornamentos, o en remolques de tractor decorados como una caseta de feria sevillana. El destino, es una aldea de casetas o "peñas" (edificadas), creada en torno a una antigua ermita de monjes benedictinos y edificada sobre los restos de una mezquita, la ermita de San Benito Abad (Huelva).

## Regla de San Benito
La Regula monasteriorum, que consta de 73 capítulos y un prólogo, fue retomada por Benito de Aniano en el siglo IX, antes de las invasiones normandas. Él la estudió y codificó, dando origen a su expansión por toda la Europa carolingia, aunque fue adaptada para restar importancia a los trabajos manuales frente a la liturgia y a los monjes. Posteriormente, la Regla de San Benito adquirió gran importancia en la vida religiosa europea durante la Edad Media, gracias a la Orden de Cluny y a la centralización de todos los monasterios bajo esta Regla, encabezados por los cluniacenses. En el siglo XI apareció la reforma del Císter, que buscaba recuperar un régimen benedictino más ajustado a la Regula. Otras reformas (como la camaldulense, la olivetana o la silvestrina) han buscado también revivir diferentes aspectos de la Regla de San Benito.
A pesar de diferentes momentos históricos, en los cuales la indisciplina, las persecuciones o las agitaciones políticas han hecho decaer la práctica de la Regla de San Benito o han diezmado la población monástica, los monasterios benedictinos han mantenido en todos los tiempos un gran número de religiosos y religiosas. Actualmente siguen la Regla de San Benito alrededor de 700 monasterios masculinos y unos 900 monasterios y casas religiosas femeninas, ubicados en los cinco continentes. Se incluyen en esta cifra monasterios de confesión protestante, tanto anglicanos como luteranos.
Su influencia en el monacato es considerable tanto en occidente como en el mundo, especialmente en lo que concierne a la vida intelectual del cristianismo. Esta Regla es un modelo de vida colectiva, tomada como ejemplo en la organización de algunas empresas.[cita requerida]
Sobre las diferentes ediciones de la Regla, el padre García M. Colombàs, monje de Montserrat (Cataluña, España), registra en su edición el siguiente dato: "Entre 1930 y 1968-69, según datos provisionales, vieron la luz 60 ediciones en latín, 32 en alemán, 31 en inglés, 30 en francés, 21 en italiano, 9 en holandés, 4 en español, 2 en checo, croata húngaro, portugués y japonés, y 1 en catalán, irlandés, árabe y coreano" (p. 24)

## Véase también

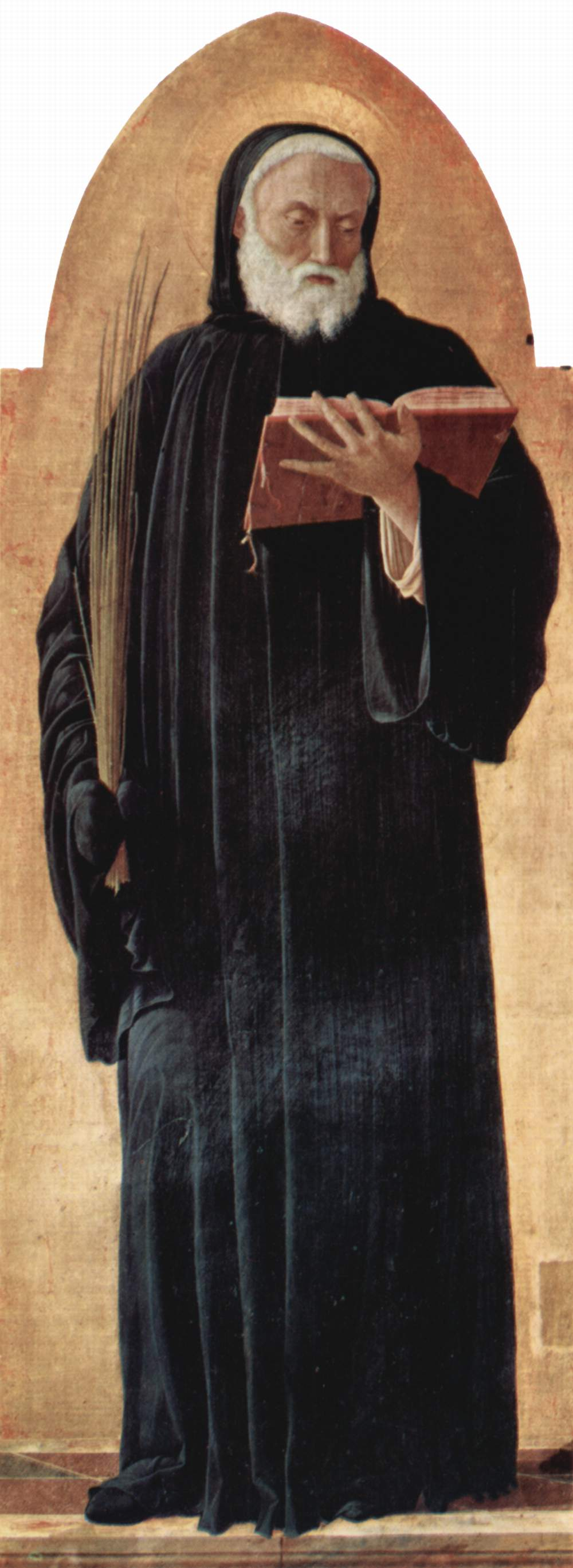
San Benito con el Libro de la Regla, por Andrea Mantegna.